# Pipistrel Sinus
Pipistrel Sinus je enomotorno ultralahko letalo načrtovano in izdelano v podjetju Pipistrel. Letalo je služilo kot osnova mnogim naslednjim Pipistrelovim letalom, kot je na primer Pipistrel Virus in Alpha Trainer.

## Razvoj
Načrtovanje se je začelo leta 1994 v sodelovanju s slovensko firmo Albastar. Krila zanj je zasnoval italijanski aerodinamik Franco Orlando, ki je sicer sodeloval pri konstrukciji večine Pipistrelovih letal. Leto kasneje so letalo pokazali na Aero 95 Show-u v Friedrichshafnu. Krstni let je bil leta 1996. Leta 2001 sta Philippe Zen in Thomas Knowles letela s Sinusom na World Air Games v Španiji in zmagala v dvosedežni kategoriji.

## Načrtovanje
Sinus je dvosedežno ultralahko, visokokrilno, enokrilno letalo. V glavnem je zgrajeno iz kompozitnih materialov. Letalo lahko tudi izklopi motor in jadra. Propeler ima nastavljiv kot in se ga da nastaviti na nož, da ne povzroča zračnega upora. 
Podvozje je lahko tricikel ali pa repno kolo. Na voljo so motorji Rotax 503, 582 in 912.
Obstaja opcija z dvema setoma kril:z dolgimi je motorno jadralno letalo Sinus, s kratkimi krili pa je letalo enako kot Pipistrel Virus

## Tehnične specifikacije
Generalne karakteristike:
- Posadka: 2
- Dolžina: 6.6 m (21 ft 8 in)
- Razpon krila: 14.97 m (49 ft 1 in)
- Višina: 1.7 m (5 ft 7 in)
- Teža praznega letal: 284 kg (626 lb)
- Normalna teža: 472.5 kg (1,042 lb)
- Maks. vzletna teža: 544 kg (1,200 lb)
- Motor: 1 ×  Rotax 912UL 4-cilindrični, 4-taktni vodno hlajeni, 80 hp (60 kW)
- Kapaciteta goriva: 2×30 L (2×8 U.S. gal)
- Prtljaga:

Sposobnosti:
- Neprekoračljiva hitrost: 225 km/h (120 kt)
- Potovalna hitrost: 200 km/h (110 kt)
- Hitrost izgube vzgona: 63 km/h (34 kt)
- Dolet: 1,200 km (650 nmi)
- Največja višina: 8,800 m (28,900 ft)
- Hitrost vzpenjanja: 6.2 m/s (1,220 ft/min)